# Jérôme Banctel
Jérôme Banctel, né le 1er décembre 1971 à Rennes (Ille-et-Vilaine) est un chef cuisinier français, chef du restaurant triplement étoilé le Gabriel, dans l'hôtel La Réserve Paris.

## Biographie
Jérôme Banctel naît le 1er décembre 1971 à Rennes et passe son enfance à Piré-sur-Seiche. À l'âge de 16 ans, il intègre le lycée hôtelier Notre-Dame de Saint-Méen-le-Grand.
Il débute avec le chef rennais Michel Kéréver au Duc d’Enghien à Enghien-les-Bains en 1991 puis suit Michel Kéréver au restaurant Vreugt en Rust, aux Pays-Bas. Après son service militaire, il travaille au restaurant de la Tour Eiffel, le Jules Verne puis rejoint Christian Constant au restaurant Les Ambassadeurs, à l'hôtel de Crillon. Il devient ensuite sous-chef à l'Ambroisie, place des Vosges, où il reste dix ans aux côtés de Bernard Pacaud.
En 2005, Jérôme Banctel est approché par Alain Ducasse puis par Alain Senderens. En 2006, il devient chef exécutif au Lucas Carton, place de la Madeleine, et en parallèle travaille comme chef consultant pour Mama Shelter.
En 2015, Jérôme Banctel devient chef exécutif au Gabriel, nouveau restaurant ouvert par Michel Reybier, propriétaire de l'hôtel La Réserve Paris. En 2016, moins d'un an après l'ouverture, il y décroche deux étoiles Michelin. Il obtient la troisième étoile en 2024. C'est dans ce restaurant que Jérôme Banctel trouve sa véritable identité culinaire,.
En 2020, Jérôme Banctel est un des jurés d'une épreuve de la saison 11 de Top Chef. Il participe de nouveau à l'émission lors de la saison 12.

## Décoration
- Chevalier de l'ordre du Mérite agricole dans la promotion de juillet 2022, au titre de « chef étoilé au Michelin à la tête de deux restaurants de l'hôtel La Réserve à Paris »[9].